# Procopius gentilis
Procopius gentilis là một loài nhện trong họ Corinnidae.
Loài này thuộc chi Procopius. Procopius gentilis được Eugène Simon miêu tả năm 1910.